# Acacio Valbuena Rodríguez
Acacio Valbuena Rodríguez (Horcadas, Riaño, província de Lleó, 8 de maig de 1922 - Madrid, 4 de maig de 2011) va ser un religiós catòlic espanyol, prefecte apostòlic del Sàhara Occidental.
Va ser ordenat sacerdot dels Missioners Oblats de Maria Immaculada el 17 de març de 1945, i el 10 de juliol de 1994, Joan Pau II el va instal·lar a la Prefectura Apostòlica de Sàhara Occidental. Va tenir una audiència amb el papa Benet XVI a Roma el 8 de juny de 2007. El P. Valbuena també va participar en l'Assemblea de la Conferència Episcopal Regional del Nord d'Àfrica. Tenia la residència a Al-Aaiun. El 25 de febrer de 2009 el papa Benet XVI acceptà la seva dimissió com a prefecte apostòlic del Sàhara Occidental per raons d'edat.